# Spoorlijn Biel - Ins
De spoorlijn Biel - Ins is een Zwitserse spoorlijn van de voormalige spoorwegmaatschappij Seeländische Lokalbahnen (afgekort: SLB) gelegen in kanton Bern. De naam werd in 1944 veranderd in Biel-Täuffelen-Ins-Bahn (BTI).

## Geschiedenis

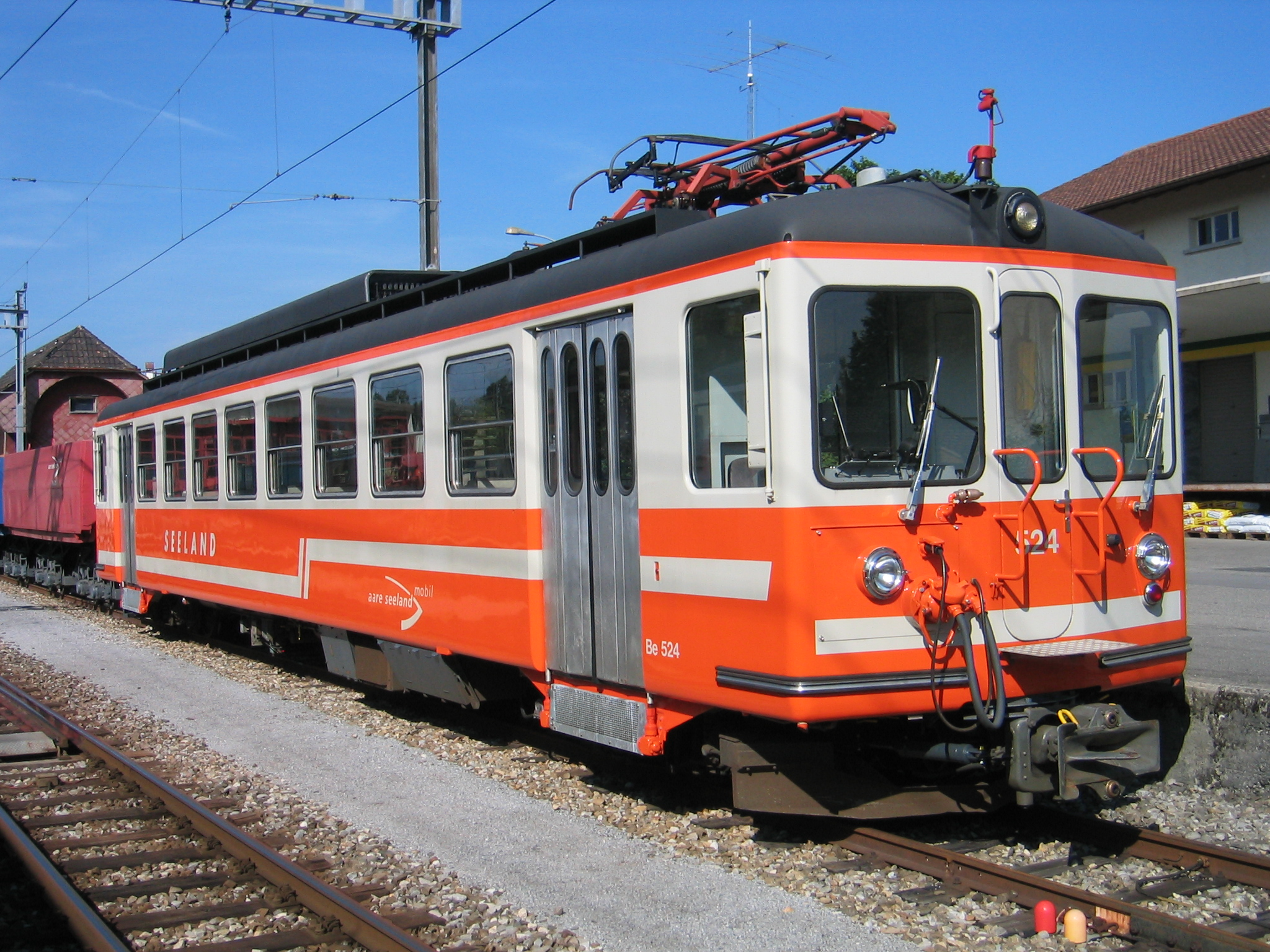
Be 524 in Täuffelen

De Seeländische Lokalbahnen (SLB) werden in 1912 opgericht.
Het traject van Nidau naar Siselen werd op 4 december 1916 geopend.
Het traject van Siselen naar Ins werd op 19 maart 1917 geopend en het traject van Biel/Bienne naar Nidau werd op 21 augustus 1926 geopend.
Op 19 maart 1917 begon de SLB ten behoeve van het goederenvervoer vanuit het station Ins met het rolbok bedrijf.
De BTI sloot in 1960 een samenwerking overeenkomst met de OJB en de SNB.
Tot 30 mei 1975 reed de BTI tot de Bahnhofsplatz voor het station van Biel. Vanaf begin juni 1975 werd de ondergrondse halte van het station Biel in gebruik genomen.
In Biel is er aansluiting op de treinen uit Bern, Olten, Bazel en Neuchâtel.
In Ins eindigt de lijn op het voorplein van het station Ins met aansluiting op de treinen naar Bern, Fribourg en Neuchâtel.
Sinds 1984 werd samengewerkt in de gemeenschappelijke organisatie Oberaargau-Solothurn-Seeland-Transport (OSST).

## Fusie
De OSST-partner van Biel-Täuffelen-Ins-Bahn (BTI) fuseerde in 1999 met de Solothurn–Niederbipp-Bahn (SNB) en de Regionalverkehr Oberaargau (RVO). Ze gingen verder onder de naam Aare Seeland mobil (ASm).

## Traject

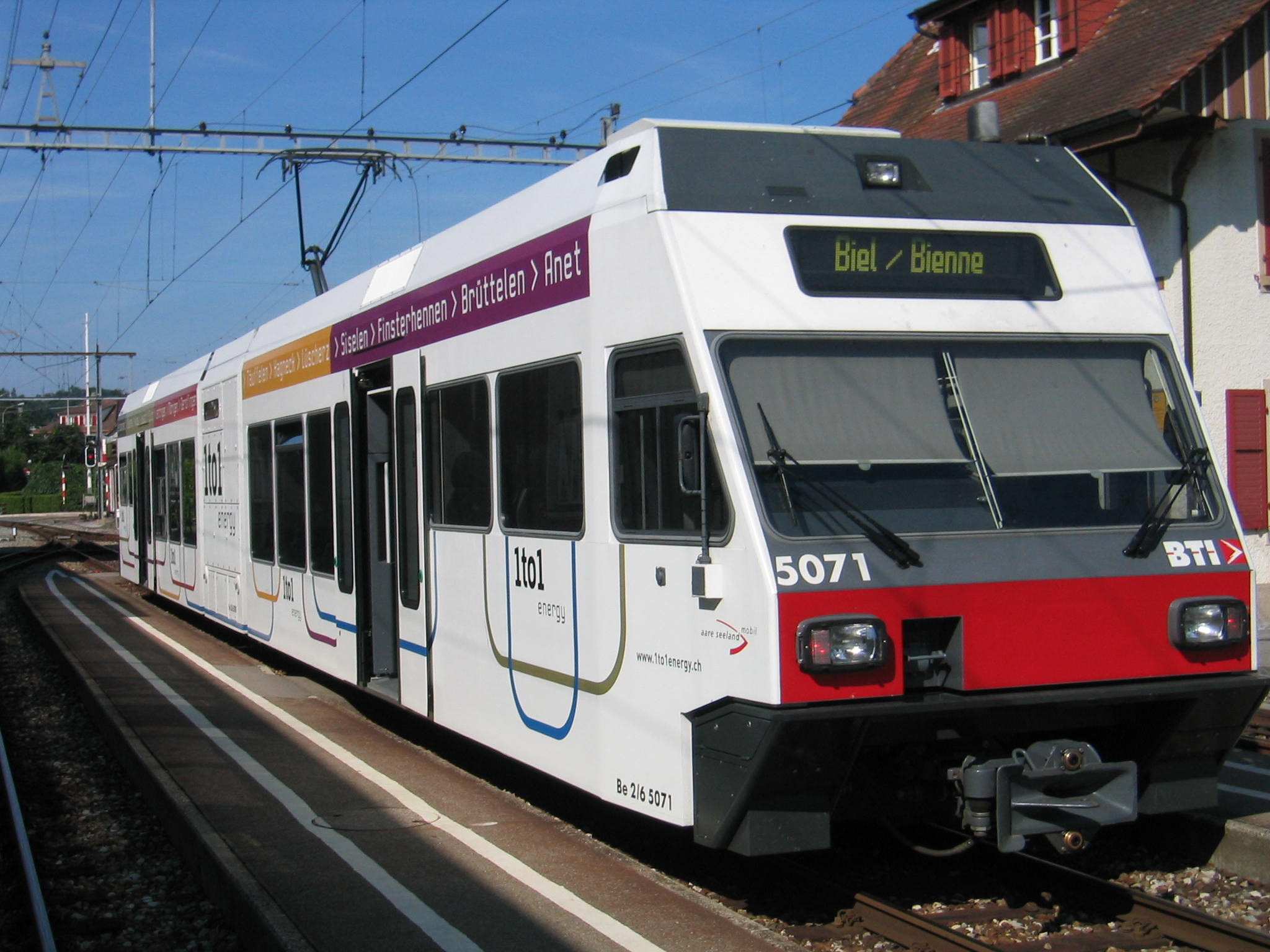
Be 2/6 507 in Täuffelen

Het traject ligt overwegend op eigen baan met aan beide zijden van de halte Ins Dorf (Ins dorp) een helling van 47‰.

## Elektrische tractie
Het traject van de SLB werd geëlektrificeerd met een spanning van 1200 volt gelijkstroom.